# Hector Fisher
Pour les articles homonymes, voir Fisher.
Hector Cosmo Fisher, né le 4 mai 1901 à Myaungmya en Birmanie Britannique, est un joueur de tennis suisse.

## Carrière
Il joue plusieurs tournois entre 1923 et 1949. Il a joué face au grand champion Bill Tilden au tournoi de Wimbledon 1928.
Il a remporté 4 fois le tournoi de Gstaad en 1923, 1928, 1929 et 1931,. Propriétaire de la Coupe du premier tournoi de Gstaad en 1915 qui fut remise jusque dans les années 1930, il l'a légué au Club International de Suisse qui l'a mis à disposition du tournoi pour l'édition du centenaire en 2015. 
Il a été exclu une année des tournois de tennis amateurs car il s'était retrouvé à son insu sur une publicité du groupement hôtelier vaudois vantant les mérites de la région.

### Coupe Davis
Joueur de Coupe Davis avec l'équipe de Suisse lors des campagnes en zone Europe entre 1931 et 1939. Il atteint les quarts de finale en 1934 et 1936. Les 15 rencontres qu'il dispute l'emmènent dans plusieurs pays d'Europe : Autriche, Suède, Belgique, Irlande, Italie, Monaco. En simple, il compte 19 victoires pour 10 défaites et en double 3 victoires pour 8 défaites. Il y bat en 1932 Giorgio De Stefani, récent finaliste des Internationaux de France.

### Grand Chelem
Il joue les Internationaux de France de tennis en 1926, 1932, 1933, 1935, 1936 et échoue par deux fois à atteindre les huitièmes de finale en menant deux sets à rien en seizièmes (1933, 1936).
Il participe au tournoi de Wimbledon de 1923 à 1928 et de 1932 à 1939 en simple et en double. Il atteint les quarts de finale en 1925, où il perd face à l'Australien James Anderson. En double il atteint les quarts de finale en 1928, avec son partenaire Néerlandais Henk Timmer. Ils s'inclinent face à la paire française composé de Jacques Brugnon et Henri Cochet.

### Football
Également footballeur, il a joué en 1930 au Football Club de Bâle. Il a aussi joué avec le Football Club Montreux-Sports

## Palmarès

### Titres en simple
- 1923  Gstaad
- 1928  Gstaad
- 1929  Gstaad
- 1929  Wiesbaden
- 1930  Bâle
- 1931  Gstaad
- 1940  Lugano

### Finale en simple
- 1929  Montreux